# بيرث ماركس
بيرث ماركس (بالفرنسية: Berthe Marx)‏ هي عازفة بيانو فرنسية، ولدت في 28 يوليو 1859، وتوفيت في 1925.

## وصلات خارجية
- بيرث ماركس على موقع ميوزك برينز (الإنجليزية)